# Синагра
Синагра (итал. Sinagra) — коммуна в Италии, располагается в регионе Сицилия, подчиняется административному центру Мессина.
Население составляет 3038 человек, плотность населения составляет 132 чел./км². Занимает площадь 23 км². Почтовый индекс — 98069. Телефонный код — 0941.
Покровителем коммуны почитается святой Лев Катанский. Праздник ежегодно празднуется 8 мая.